# Atlasaurus
Genre
Espèce
Atlasaurus est un genre éteint de dinosaure sauropode du Jurassique.
- Son nom signifie "très grand reptile de l'Atlas"
- Époque: Jurassique moyen (164-154 Ma)
- Taille: 18 m long - 10 m haut
- Poids: 22,5 tonnes environ
- Habitat: Maroc
- Régime alimentaire: herbivore

Une espèce est connue : Atlasaurus imelakei Monbaron et al., 1999.

## Description
Les premiers fragments ont été trouvés en 1979 par le géologue suisse Michel Monbaron dans le Haut Atlas central marocain (Wawmda). Les fouilles du gisement ont été menées en automne 1980 et printemps 1981, sous la direction du Professeur Philippe Taquet, du Muséum national d'histoire naturelle. Un squelette quasi complet a été exhumé, à l'exception de l'extrémité de la queue. Le dégagement des ossements en laboratoire et leur étude ont pris plusieurs années et ont requis la collaboration de nombreux spécialistes, dont Dale A. Russell.
Ce fossile présente des ressemblances avec les brachiosaures mais les précèdent de 15 millions d'années. Les deux fémurs trouvés sur le site mesuraient 2 mètres de long.

## Inventaire des fossiles retrouvés
Squelette presque complet.